# Daryna Zevina
Daryna Joerjivna Zevina (Oekraïens: Дарина Юріївна Зевіна) (Kiev, 1 september 1994) is een Oekraïense zwemster. Ze vertegenwoordigde haar vaderland op de Olympische Zomerspelen 2012 in Londen.

## Carrière
Bij haar internationale debuut, op de wereldkampioenschappen zwemmen 2009 in Rome, strandde Zevina in de halve finales van de 200 meter rugslag, op alle overige afstanden werd ze uitgeschakeld in de series. Op de Europese kampioenschappen kortebaanzwemmen 2009 in Istanboel eindigde de Oekraïense als negende op de 100 meter rugslag, op de overige afstande waarop ze aan de start verscheen strandde ze in de series.
Tijdens de Olympische Jeugdzomerspelen 2010 in Singapore won Zevina goud op de 100 meter rugslag, zilver op de 50 meter rugslag en brons op de 200 meter rugslag. In Eindhoven nam de Oekraïense deel aan de Europese kampioenschappen kortebaanzwemmen 2010. Op dit toernooi veroverde ze de Europese titel op de 100 meter rugslag, daarnaast sleepte ze de bronzen medaille in de wacht op de 200 meter rugslag en eindigde ze als zesde op de 50 meter rugslag. Op de 4x50 meter vrije slag eindigde ze samen met Nadia Koba, Valeria Podlesna en Oksana Serikova op de vierde plaats. Op de wereldkampioenschappen kortebaanzwemmen 2010 in Dubai eindigde Zevina als vierde op de 200 meter rugslag, daarnaast werd ze uitgeschakeld in de halve finales van de 100 meter rugslag en in de series van de 200 meter vrije slag.
Tijdens de wereldkampioenschappen zwemmen 2011 in Shanghai eindigde de Oekraïense als vierde op de 200 meter rugslag, op de 100 meter rugslag strandde ze in de halve finales. Daarnaast strandde ze in de series van de 50 meter rugslag en de 200 en 400 meter vrije slag. Samen met Valeria Podlesna, Darja Stepanjoek en Ganna Dzerkal' werd ze uitgeschakeld in de series van de 4x200 meter vrije slag. In Lima nam Zevina deel aan de wereldkampioenschappen zwemmen jeugd 2011. Op dit toernooi werd ze wereldkampioene op alle rugslagnummers. Op de Europese kampioenschappen kortebaanzwemmen 2011 in Szczecin behaalde de Oekraïense de Europese titel op zowel de 100 als de 200 meter rugslag.
Tijdens de Europese kampioenschappen zwemmen 2012 in Debrecen eindigde Zevina als vierde op zowel de 100 als de 200 meter rugslag, op de 50 meter rugslag strandde ze in de halve finales. Op de 4x200 meter vrije slag eindigde ze samen met Irina Glavnyk, Ganna Dzerkal' en Darja Stepanjoek op de zevende plaats. In Londen nam de Oekraïense deel aan de Olympische Zomerspelen van 2012. Op dit toernooi werd ze uitgeschakeld in de halve finales van de 200 meter rugslag en in de series van de 100 meter rugslag. Samen met Ganna Dzerkal', Darja Stepanjoek en Irina Glavnyk strandde ze in series van de 4x200 meter vrije slag. Op de Europese kampioenschappen kortebaanzwemmen 2012 in Chartres prolongeerde Zevina haar Europese titels op de 100 en 200 meter rugslag. Tijdens de wereldkampioenschappen kortebaanzwemmen 2012 in Istanboel veroverde de Oekraïense de wereldtitel op de 200 meter rugslag, daarnaast eindigde ze als zevende op de 100 meter rugslag en werd ze uitgeschakeld in de series van de 200 meter vrije slag.

## Internationale toernooien
| Jaar | Olympische Spelen                                       | WK langebaan                                                                                                   | WK kortebaan                                         | EK langebaan                                                         | EK kortebaan                                                         |
| ---- | ------------------------------------------------------- | --- | ---------------------------------------------------- | -------------------------------------------------------------------- | -------------------------------------------------------------------- |
| 2009 |                                                         | 48e 200m vrije slag 41e 50m rugslag 14e 200m rugslag 22e 4x100m vrije slag 16e 4x100m wisselslag               |                                                      |                                                                      | 24e 50m rugslag 9e 100m rugslag 14e 200m rugslag 34e 50m vlinderslag |
| 2010 |                                                         | | 26e 200m vrije slag 10e 100m rugslag 4e 200m rugslag | geen deelname                                                        | 6e 50m rugslag · 100m rugslag · 200m rugslag · 4e 4x50m vrije slag   |
| 2011 |                                                         | 32e 200m vrije slag 22e 400m vrije slag 21e 50m rugslag 10e 100m rugslag 4e 200m rugslag 14e 4x200m vrije slag |                                                      |                                                                      | 100m rugslag · 200m rugslag                                          |
| 2012 | 18e 100m rugslag 12e 200m rugslag 15e 4x200m vrije slag | | 14e 200m vrije slag · 7e 100m rugslag · 200m rugslag | 11e 50m rugslag 4e 100m rugslag 4e 200m rugslag 7e 4x200m vrije slag | 100m rugslag · 200m rugslag · 9e 4x50m wisselslag gemengd            |
| 2013 |                                                         | 7e 100m rugslag 4e 200m rugslag                                                                                |                                                      |                                                                      |                                                                      |

## Persoonlijke records
Bijgewerkt tot en met 25 november 2012

### Kortebaan
| Afstand         | Tijd    | Datum            | Plaats   |
| --------------- | ------- | ---------------- | -------- |
| 200m vrije slag | 1.56,31 | 6 oktober 2012   | Doha     |
| 400m vrije slag | 4.05,64 | 3 oktober 2012   | Dubai    |
| 50m rugslag     | 27,07   | 14 november 2009 | Berlijn  |
| 100m rugslag    | 56,71   | 16 december 2011 | Atlanta  |
| 200m rugslag    | 2.01,97 | 25 november 2012 | Chartres |

### Langebaan
| Afstand         | Tijd    | Datum            | Plaats   |
| --------------- | ------- | ---------------- | -------- |
| 200m vrije slag | 1.59,55 | 6 mei 2012       | Charkov  |
| 400m vrije slag | 4.14,96 | 5 mei 2012       | Charkov  |
| 50m rugslag     | 28,45   | 19 augustus 2011 | Lima     |
| 100m rugslag    | 1.00,05 | 25 juli 2011     | Shanghai |
| 200m rugslag    | 2.07,82 | 30 juli 2011     | Shanghai |